# Pär Millqvist
Pär Johan Millqvist, född 1967 i Solna församling, Stockholms län, är en svensk fotbollstränare och tidigare fotbollsspelare.

## Spelarkarriär
- Råsunda IS (1974-1981)
- Djurgårdens IF (1982-1986)
- IFK Göteborg (1987-1988)
- Örebro SK (1989-1993)
- Vasalunds IF (1994-1995)
- AIK (1996-1998)
- IF Brommapojkarna (1999)

## Tränaruppdrag
- AIK (2000-2003, lagledare/assisterande tränare)
- Bodens BK (2004)
- Assyriska FF (2006)
- IK Sirius (2007-2008)